# Aleksandr Korolev
Aleksandr Ivanovici Korolev (în rusă Александр Иванович Королев) (n. 24 octombrie 1958, orașul Wroclaw, Republica Populară Polonă) este un general și om politic din Transnistria, care îndeplinește funcția de vicepreședinte al auto-proclamatei Republici Moldovenești Nistrene (din 2006).

## Biografie
Aleksandr Korolev s-a născut la data de 24 octombrie 1958, în orașul Wroclaw din Republica Populară Polonă, în familia unui funcționar de naționalitate rusă. După urmarea studiilor la Școala Secundară nr. 1 din orașul Bender din Transnistria (1965-1975), a lucrat ca muncitor prelucrător de metale la Fabrica de echipamente din același oraș. În anul 1976 a fost admis la Institutul Pedagogic "Ion Creangă" din Chișinău, absolvind cursurile acestuia în 1980.
După absolvirea facultății, a fost încorporat în Armata Sovietică pentru satisfacerea serviciului militar obligatoriu. În anul 1985 a fost angajat în cadrul Ministerului Afacerilor Interne al RSS Moldovenești unde a lucrat pe postul de inspector de miliție la Bender. În 1987 este transferat ca ofițer la Departamentul de criminalistică, unde, doi ani mai tâziu, este promovat ca ofițer superior însărcinat cu investigarea delictelor săvârșite cu violență.
Când Transnistria și-a proclamat unilateral independența la 2 septembrie 1990, Korolev și-a continuat activitatea în același post, dar s-a subordonat autorităților separatiste transnistrene. În anul 1992 a fost eliberat din funcțiile deținute în cadrul organelor de afaceri interne ale Republicii Moldova, din cauza dezacordurilor cu privire la politica guvernamentală a acestui stat față de regiunea separatistă Transnistria.
În iunie 1992 a participat la operațiile militare de partea forțelor speciale de protecție ale Transnistriei și conducând un detașament special din Bender în luptele cu trupele de miliție ale Republicii Moldova. A primit Medalia "Apărător al Transnistriei". Începând din anul 1996 a activat în cadrul conducerii Ministerului Afacerilor Interne al auto-proclamatei Republici Moldovenești Nistrene pe posturile de: adjunct și apoi șef al Miliției Criminalistice din orașul Bender, prim-viceministru al afacerilor interne și din nou șef al Miliției Criminalistice. În anul 1998 a fost premiat de către președintele Transnistriei pentru bunele rezultate obținute în activitatea profesională.
În anul 2000, generalul-maior Aleksandr Korolev a fost numit în funcția de ministru al afacerilor interne al auto-proclamatei Republici Moldovenești Nistrene. Pentru activitatea sa profesională în organele de afaceri interne, pentru contribuția personală la apărarea suveranității naționale și pentru rolul său în formarea și dezvoltarea organelor de apărare a legii, președintele RMN i-a conferit prin decrete Ordinul "Gloria Muncii", Ordinul "Pentru serviciu adus patriei în forțele armate ale Republicii Moldovenești Nistrene" clasa a III-a, Medalia "pentru dezvoltarea sistemului vamal al RMN" și titlul de "Lucrător fruntaș al MAI".
În anul 2004, Uniunea Europeană l-a inclus pe o listă a transnistrenilor cărora li s-a interzis călătoria în spațiul UE, fiind considerat răspunzător de împiedicarea progresului în vederea unei soluționări politice a conflictului transnistrean din Republica Moldova . Pe baza reexaminării Poziției comune 2004/179/PESC, la data de 25 februarie 2008, Consiliul Uniunii Europene a considerat că este oportun ca numele său să rămână în continuare pe lista persoanelor indezirabile în țările UE .

## Vicepreședinte al Republicii Moldovenești Nistrene
La alegerile prezidențiale din 10 decembrie 2006, Aleksandr Korolev a fost candidat la postul de vicepreședinte al auto-proclamatei Republici Moldovenești Nistrene, în tandem cu președintele Igor Smirnov. În conformitate cu decizia Comisiei Electorale Centrale nr. 151 din 13 decembrie 2006 a fost proclamat ca vicepreședinte al RMN (lider al administrației prezidențiale).
Prin Decretul președintelui Smirnov nr. 135 din 5 februarie 2007 a fost numit în funcția de secretar al Consiliului de Securitate al auto-proclamatei Republici Moldovenești Nistrene. El conduce Partidul "Respublika" .
Aleksandr Korolev este căsătorit și are doi copii.